# Arnoldus Reimers

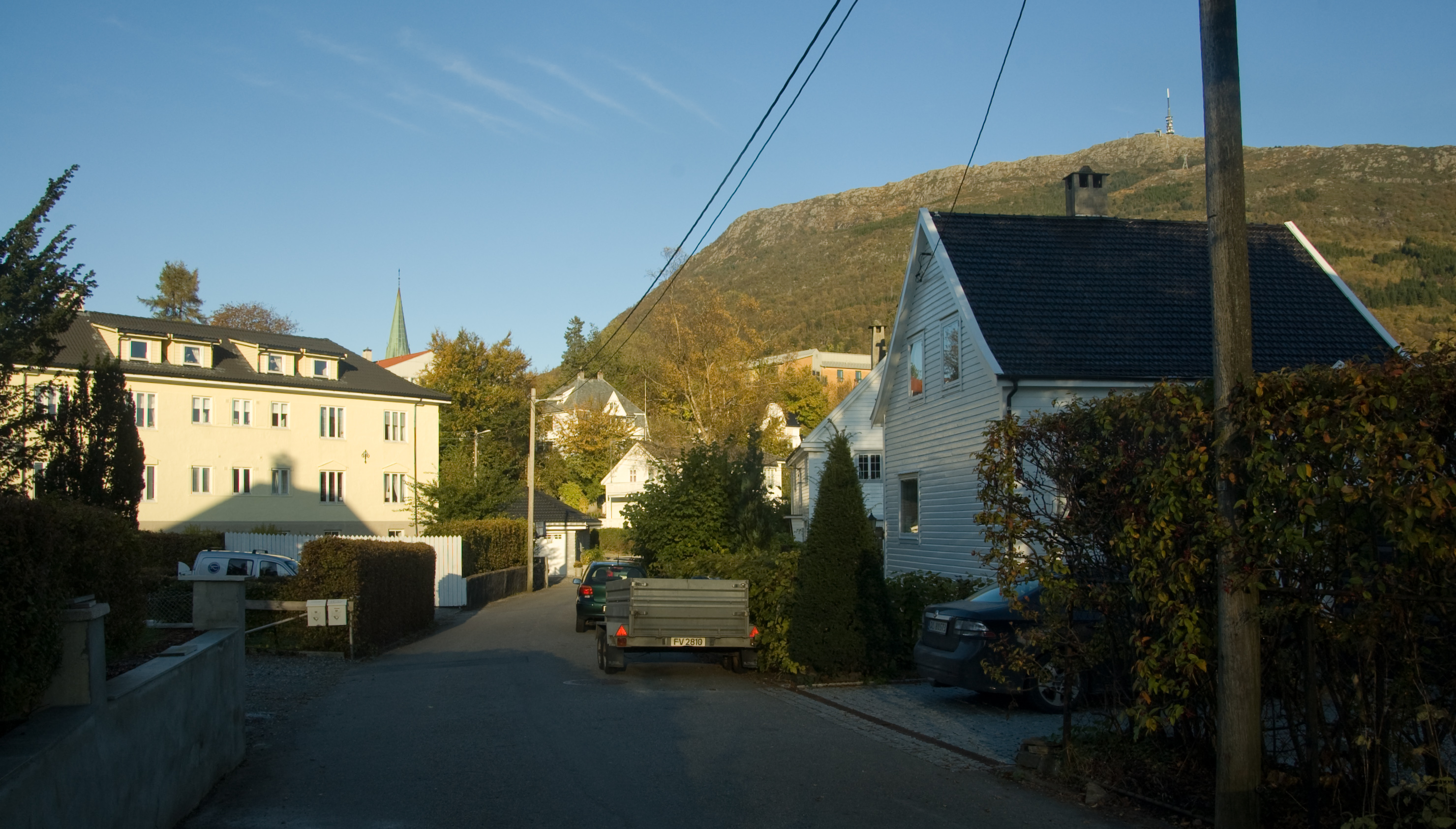
Arnoldus Reimers Gate

Arnoldus Reimers (Alvøya nabij Bergen, 10 augustus 1844-Christiania, 13 mei 1899) was een Noors toneelacteur. In Bergen is een straat naar hem genoemd.

## Achtergrond
Hjeronymus Arnoldus Reimers werd geboren binnen het gezin van pastoor Claus Severin Frimann Reimers en Cathrine Frederikke Holberg Arentz. Het gezin:
- Hjeronymus Arnoldus Reimers (1844)
- Anna Katrine Reimers (1848); huwde Kristian Scharffenberg; uit dat huwelijk kwam zangeres Anna Scharffenberg voort
- Christiane Bolette Reimers (1850); lerares in Bergen
- Margrethe Sophie Amalie Reimers (1851), naast Arnoldus begraven
- Petra Sophie Alette Christine Reimers (1853); toneelactrice
- Emilie Sophie Reimers (1854)
- Claus Severin Reimers (1856); zeeman, scheepvaarder

Reimers huwde in 1881 de actrice Johanne Regine Juell, ook al een publiekslieveling van het publiek van het Christiania Theater. Juell was daarbij eerder getrouwd met Mathias Juell (ook toneelacteur) en uit dat huwelijk moeder van Johanne Dybwad.

## Loopbaan
In 1865 trad hij als student toe tot het studententheater. Reimers behoorde van 1867 tot 1898 tot het gezelschap dat speelde in het Christiania Theater. Zijn eerste rol was Ridder Stig Hive in Svend Dyrings Hus op 20 november 1867. Hij had een imposant uiterlijk en een prachtige stem. Dat maakte hem geschikt voor heldenrollen en rollen met een mythische karakter. In 1883 speelde hij bijvoorbeeld ook in het Kungliga Dramatiska Teatern in Stockholm. Hij was voornamelijk bekend vanwege zijn rollen in de werken van Henrik Ibsen. 
Ibsen over Arnoldus aan Sophie: "Vaer forvisset om, at Deres kjaere avdode bror stede vil leve i men erindring som en trofast og varmhjertet medarbeider." (Vrij vertaald: Wees gerust; uw dierbare broer zal herinnerd worden als trouwe en warmhartige collega). 
- KulturNav: 8f7025e0-7dd8-48a6-9dac-4c873ad37ed2
- Virtual International Authority File: 49149294268180521308